# 松本茂
松本 茂（英語)（まつもと しげる、1955年 - ）は日本のコミュニケーション教育、英語教育の専門家。特に日本語および英語によるディベート教育の普及活動、中学・高校における英語教育の改善、大学教育におけるコミュケーション関連プログラムの構築などに関する経験豊富。学部が新設された2006年4月より立教大学経営学部国際経営学科教授。同学科バイリンガル・ビジネスリーダー・プログラム (BBL) 主査。2014年4月より同大学グローバル教育センター長。2022年3月に定年退職。2022年4月より東京国際大学言語コミュニーション学部英語コミュニケーション学科教授、立教大学名誉教授。

## 経歴
- 1974年3月 - 東京教育大学附属高等学校（現・筑波大学附属高等学校）卒業
- 1979年3月 - 青山学院大学経営学部経営学科卒業
- 1981年9月 - マサチューセッツ大学アマースト校大学院修士課程修了（コミュニケーション学）
- 2002年3月 - 九州大学大学院比較文化研究科国際社会文化専攻博士課程単位取得満期退学

マサチューセッツ大学ディベート・コーチ、国際武道大学専任講師、明海大学助教授、神田外語大学助教授、東海大学教授、立教大学教授などを経て、2022年4月より東京国際大学言語コミュニケーション学部英語コミュニケーション学科教授、立教大学名誉教授。専門はコミュニケーション教育学。
また、日本ディベート協会理事（初代会長）、全国高校英語ディベート連盟理事（初代副理事長）、全国教室ディベート連盟理事、英語教育協議会（ELEC）評議員、東京都英語村（TGG）プログラム監修者なども務めている。

## 主な著書・編著書
- 『英単語 ISSUE キャリア・学び編』（監修、Z会）
- 『英単語 ISSUE 環境編』（監修、Z会）
- 『中1の英単語550』『中2の英単語550』『中3の英単語』（監修、NHK出版）
- 『速読速聴・英単語』シリーズ〔Basic/Daily/Core/Opinion/Business/Advancedなど〕（監修・共著、Z会）
- 中学校検定済教科書『One World』（顧問、教育出版）
- 小学校検定済教科書『One World Smiles』（顧問、教育出版）
- 『生徒を変えるコミュニケーション活動』（編著、教育出版）
- 『頭を鍛えるディベート入門』（単著、講談社ブルーバックス）
- 『英語ディベート 理論と実践』（共著、玉川大学出版部）
- 『大学生のための「読む・書く・プレゼン・ディベート」の方法 第2版』（共著、玉川大学出版部）
- 『異文化コミュニケーション・ハンドブック』(共編、有斐閣）
- 『英会話が上手になる英文法』（単著、NHK出版）
- 『NHK CD BOOK おとなの基礎英語』シリーズ（単著、NHK出版）
- 『NHKテレビ DVD BOOK おとなの基礎英語』シリーズ（単著、主婦の友社）

## 出演・担当した主な語学番組
NHK Eテレ（教育テレビ）
- 英会話 I（1993年4月〜1994年3月）（リサ・ステッグマイヤー）
- 3か月英会話
  - やさしいスピーチ（1994年7月〜9月、再放送1999年4月〜6月）
  - 日本文化ふるさと便（1997年1月〜3月、再放送2000年1月〜3月）
- はじめよう英会話
  - 松本茂のスタンダード40（2000年4月〜9月、再放送2001年10月〜2002年4月）
  - 松本茂の新スタンダード40（2002年4月〜9月、再放送2003年10月〜2004年3月）
- きょうから英会話（2007年4月〜9月、再放送2007年10月〜2008年3月、2008年10月〜2009年3月）
- リトルチャロ2 英語に恋する物語（2010年4月〜2011年3月、2011年4月〜2012年3月〔総監修〕）（シェリー、他）
- おとなの基礎英語シーズン1（2012年4月〜9月、再放送2012年10月〜2013年4月）（坂下千里子、他）
- おとなの基礎英語シーズン2（2013年4月〜9月、再放送2013年10月〜2014年3月）（坂下千里子、他）
- おとなの基礎英語シーズン3（2014年4月〜9月、再放送2014年10月〜2014年3月）（坂下千里子、他）
- おとなの基礎英語シーズン4（2015年4月〜9月、再放送2015年10月〜2016年3月）（福田彩乃、サラ・オレイン、他）
- おとなの基礎英語シーズン5（2016年4月〜9月、再放送2016年10月〜2017年3月）（高橋真麻、サラ・オレイン、他）
- おとなの基礎英語シーズン6（2017年4月〜9月、再放送2017年10月〜2018年3月）（田丸麻紀、サラ・オレイン、他）

NHKラジオ
- ものしり英語塾（2005年4月〜2006年3月、再放送2006年4月〜2007年3月）
- リトルチャロ2 心にしみる英語ドラマ（2010年4月〜2011年3月、再放送2011年4月〜2012年3月）（オーエン真樹、他）
- 基礎英語シリーズ（全体監修）（2021年4月〜2023年3月）
- 中学生の基礎英語レベル2（2023年4月〜2025年3月）（アニャ・フロリス、他）